# Semi Dorfzaun

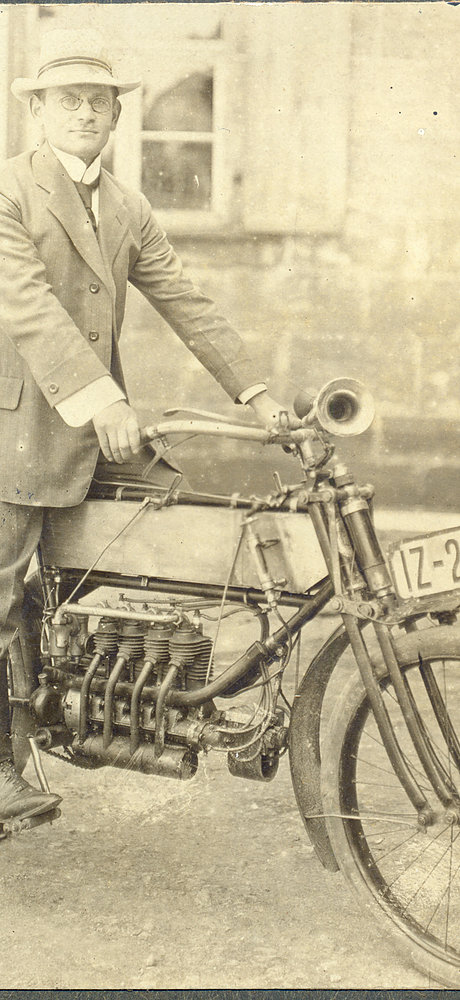
Semi Dorfzaun mit seinem Motorrad in Deutschland

Semi Dorfzaun (geb. 6. November 1889 in Schwanfeld; gest. 18. Dezember 1973 in Cuenca, Ecuador) war ein deutscher Lehrer und Unternehmer jüdischen Glaubens, der 1938 aus dem nationalsozialistischen Deutschland emigrierte.
Semi war der zweite von vier Söhnen des Lehrers Leopold Dorfzaun (geb. 1847 gest. ?). Nach Abschluss einer Lehrerausbildung arbeitete von 1912 bis 1914 als Religionslehrer für die jüdische Gemeinde in Homburg am Main, Marktheidenfeld und Karbach mit Wohnsitz in Karbach und arbeitet zudem zeitweise als Vorbeter, Schammes und Schächter in Altenkunstadt. Nach dem Kriegsdienst im Ersten Weltkrieg zogen die Brüder 1919 nach München, wo sie eine Fabrik für Haarpflege gründeten (M. Dorfzaun & Co.). Im September 1938 wurde ihr Unternehmen enteignet ("arisiert") und nach der Reichspogromnacht flohen die Brüder ins Ausland, zunächst in die Schweiz. Von dort gelangten sie über Paris nach Ecuador.
Dort gründete Semi mit seinen Brüdern Moritz und Julius 1939 in der Stadt Cuenca ein Unternehmen zur Herstellung von Panama-Hüten, die heutige Exportadora K. Dorfzaun SA, die die Brüder 1950 an ihren Neffen Kurt verkauften.